# Brunfelsia plicata
Brunfelsia plicata là loài thực vật có hoa trong họ Cà. Loài này được Urb. mô tả khoa học đầu tiên năm 1909.